# Мосеево (Плисская волость)
Мосеево — деревня в Невельском районе Псковской области России. Входит в состав Плисской волости.

## География
Расположена на северном побережье озера Усвоя, в 12 км к западу от райцентра, города Невель.

## Население
| 2001 | 2002 | 2010 |
| ---- | ---- | ---- |
| 36   | →36  | ↘24  |

Численность населения деревни по оценке на начало 2001 года составляла 36 человек.